# Shurangamamantra
Shurangamamantra is een boeddhistische gebedstekst die vooral in het Chinese mahayanaboeddhisme wordt gebeden. De tekst staat vermeld in het boek Shurangamasoetra dat door bhikkhu Zhisheng vanuit Guangxi naar Luoyang werd gehaald. Hij vertaalde de tekst naar hanzi ten tijde van de Tang-dynastie. De tekst kwam in China terecht door de Indiasa bhikkhu Bhikshiu Paramiti.
De mantra wordt gezien als zeer krachtig. Sommigen zien het als de meest krachtige mantra der mantra's. Door het gebed te bidden kan de persoon geluk en voorspoed en bescherming van goden en bodhisattva's werven. Ook kunnen boze geesten verdreven worden.
De Shurangamamantra was oorspronkelijk in het Sanskriet. Hij werd niet letterlijk vertaald naar de Chinese taal, maar slechts fonetisch in hanzi geschreven. Chinese boeddhisten bidden daarom ook de fonetische vertaling en niet de letterlijke vertaling.
Deze mantra is in in vijf delen verdeeld, heeft 427 zinnen en is geschreven in 2620 hanzi.
Het is onderdeel van het Chinees-boeddhistische ochtendgebed.